# Ixora macrantha
Ixora macrantha är en måreväxtart som först beskrevs av Ernst Gottlieb von Steudel, och fick sitt nu gällande namn av Cornelis Eliza Bertus Bremekamp. Ixora macrantha ingår i släktet Ixora och familjen måreväxter. Inga underarter finns listade i Catalogue of Life.